# EComic
Historieta digital, cómic digital o e-comic es como se conoce a las historietas en formato digital, para ser visualizado en los PC o cualquier dispositivo que posea una pantalla y memoria, como una videoconsola o un teléfono móvil, adecuado para este propósito, como los iphone, ipod, incluso videoconsolas portátiles como PSP (PlayStation Portable) o Nintendo DS. 

## Generalidades

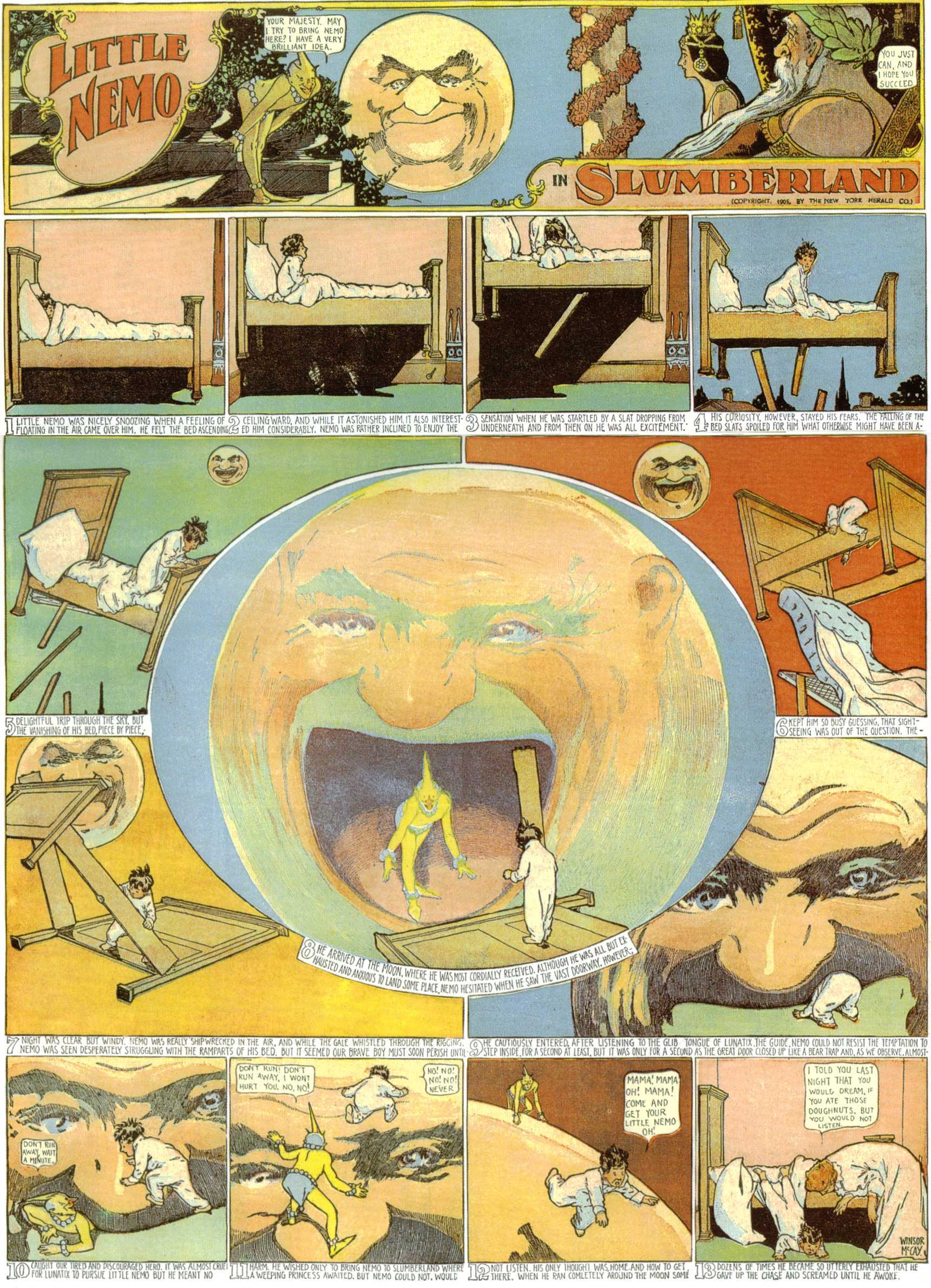
Página de Little Nemo in Slumberland, digitalizada. En Internet se pueden encontrar la obra completa, así como muchas otras.

Un e-comic no es más que un archivo de computadora, una versión electrónica o digital de un documento gráfico. Existen muchos dispositivos que pueden ser utilizados como lector: PC, PDA, portátil, y en general cualquier dispositivo que posea una pantalla y memoria.
Hoy en día numerosos archivos consisten en un archivo fotográfico totalmente digitalizado, o varios archivos fotográficos a modo de páginas, comprimidos en un solo archivo. Pueden ser fotografías de las páginas de un libro, como un diccionario visual, una fotonovela, una guía de campo de la naturaleza, un libro de arte con cuadros de pintores, un álbum de cromos, etc. Cuando esas fotografías lo son de las páginas de un tebeo, manga o comic, tenemos un e-comic. En los teléfonos móviles suele denominarse en inglés mobile comic. El término en inglés webcomic abarca los dos tipos de definición en español, e-comic o historieta digital y webcomic, o historieta web. En el caso de ser un libro escrito digitalizado, se denomina libro electrónico.
La historieta digital tiene algunas ventajas en su uso, como marcadores y ampliación de imagen para personas con dificultades visuales, entre otras. 
Se acompaña a veces el archivo de imágenes de un archivo sonoro o audiolibro que se puede ejecutar a la vez. Este archivo sonoro recita los textos permitiendo comprenderlos o ayudando a estudiarlos o simplemente ofrece escuchar música o efectos sonoros como cantos de pájaros o anfibios.
Los e-comics tienen muchas otras ventajas. Se pueden enviar en un correo electrónico, por Wifi, por infrarrojos, etc. Ocupan poco espacio físico al estar almacenados en un disco duro, una tarjeta de memoria, memorias USB, etc. Se aprestan muy bien a aprender idiomas ya que la oferta gratuita en otros idiomas aparte del español, como inglés, francés, alemán, italiano, portugués es amplísima. Se pueden restaurar los originales y se pueden extraer las imágenes para cambiar los colores, aclararlas, realizar pósteres, nuevas historietas, etc. 
En el idioma inglés no se distingue entre cómics digitales y escritos. En Estados Unidos un "Comic Book" es un ejemplar de un cómic escrito que suele tener continuación en una serie, como los "Manga magazine" de Japón. Un "comic album", se refieren generalmente a ejemplares con una historia autoconclusiva como las de Tintin denominado en EE.UU. "anthology book".
Archivos totalmente fotográficos como los cómics, son complicados de manejar, ocupan relativamente mucha memoria y deben ser ampliados bastante, por lo que necesitan una resolución alta.
Por ello existen programas llamados visor de cómic. Un programa visor puede ser empleado para leer libros en cualquier formato de letra ya que visualiza la fotografía de la página de un libro, lo que los capacita a leer imágenes, pinturas o caracteres chinos o japoneses de escritura sin que resulte más complejo.
Los webcómics también suelen llamarse e-comics, aunque webcomic es realmente el nombre usado para referirse a los cómics realizados con el fin de obtener directamente una edición digital, para ser leído en una PC o similar, en el cual normalmente se presenta su lectura a través de una página web.
Un aficionado ha creado un programa homebrew de software para Nintendo DS, que es un comic con música denominado "QuestionDS", adaptado de la saga "A Question Of Promise". Hay varios libros interactivos de homebrew libres y gratuitos del tipo "Elige tu propio final" de la colección en inglés "Lone wolf" llamados "Fire on the Water" y "Huida en la oscuridad". Este último se encuentra en español y en inglés. Hay visualizadores de cómics tanto comerciales como homebrew prácticamente para cualquier gadget y sistema operativo: PSP, tableta, android, java, etc
Las historietas digitales se pueden descargar gratuitamente con programas peer-to-peer (P2P) como Emule o Ares, Torrent, Pando o de numerosos sitios web en español, inglés y otros idiomas adaptados para verlos directamente con un visor, incluso para formatos especiales como el de un móvil o la videoconsola Nintendo DS.
En idiomas como inglés, español, francés, alemán, italiano, holandés, portugués, etc, existen asociaciones gratuitas de internautas dedicados a la recuperación y restauración de cómics antiguos o deteriorados, en algunos casos procedentes de pequeños museos locales o provinciales y de fondos públicos que se ponen gratuitamente a disposición de la sociedad para su difusión pública. Las asociaciones suelen contar con un foro donde se debate y se abren diversos hilos para proceder. Una ventaja añadida de estas asociaciones gratuitas ha sido difundir y colaborar con otras asociaciones sin ánimo de lucro para avanzar en la educación, por ejemplo haciendo disponibles de forma gratuita un material muy atractivo para el aprendizaje de idiomas minoritarios o hacerlo llegar a zonas geográficas apartadas donde no había medios para el aprendizaje de idiomas extranjeros.  Este material ha sido empleado por ejemplo como parte de sus recursos, por educadores en campamentos de refugiados. La asociación iberoamericana en español más conocida es el "Comic Release Group", CRG, que explícitamente está en contra de cualquier tipo de piratería o acto delictivo, no apoyando en ningún caso actos de este tipo.
La pérdida de audiencia del cómic en formato tradicional ha significado para el e-cómic la falta de capacidad de difusión popular directa y no son tampoco objeto de un activo coleccionismo por su nulo valor económico. Así que la historieta digital no obtiene ni prestigio, ni difusión popular. Siendo este formato empleado solo por los coleccionistas para difundir un contenido que de otra manera se perdería. 
Aun cuando pueda parecer incluso un subproducto cultural, las nuevas tecnologías han transformado la mayoría del material clásico de hace decenios de todos los países en un nuevo producto que inspira gráficamente de otra vez a la sociedad. Además la tecnología desarrollada ha permitido la especialización técnica de numerosos profesionales y la divulgación de sus técnicas en diversos campos de aplicación, como la fotografía o la programación. En idioma español este colectivo profesional y sus innovaciones son en buena medida de procedencia mexicana.

## Visualización de E-cómics
Los archivos de cómic o historieta tienen el propósito de ser mostrados con las imágenes de forma secuencial. Los visores de cómics se encargan de hacer su lectura.
Un archivo de historieta, en inglés Comic Book Archive file o ComicBook Reader File es un conjunto ordenado de imágenes comprimidas en un formatos de compresión. Las imágenes suelen estar en formato JPEG y de forma ocasional CBDS, PNG, GIF, BMP o TIFF. Al formato de compresión habitualmente se le renombra la extensión para que los visores de cómics puedan interpretarlo, ya que el contenido de estos archivos se puede abrir con alguno de los habituales programas de compresión, pero sin embargo, son abiertos preferentemente con los mencionados visores de cómics.
El formato de compresión ya sea para PDF, cbr, cbz, cbds o cualquier otra variante es muy práctico para leer diccionarios visuales, de idiomas y especialidades, musculación, animales, plantas, bricolaje, planos de metro, manuales de instrucciones y demás.
Prácticamente todos los visores de cbr y cbz y numerosos visores PDF son gratuitos y realizados por programadores voluntarios. 
Los visores PDF surgieron como una necesidad profesional de reproducir documentos de trabajo y preservar su formato y diseño cuando se abran en equipos con programas distintos. Algunos pertenecen, o fueron creados, por empresas privadas y algunos están enfocados a la creación de documentación a nivel profesional; mientras que otros fueron desarrollados por las comunidades de software libre, con las mismas prestaciones que su contraparte comercial, a menudo sin costo, como Evince de GNOME u Okular de KDE.
También se pueden ver cómics además de libros en formato PDF para lo cual se usan visores como ILiad de IRex, Adobe Reader, XChange Viewer, etc. y para PocketPC: ClearVue PDF Professional. La mayoría de teléfonos móviles capacitados para leer archivos pdf llevan su propio visor pdf.
Visores de historietas para formato cbr y cbz:
Para Windows: CDisplay, Gonvisor, Ray Viewer, VisorComikator, Picwalker, Pixelcomic, CoView, Foxit Pdf Reader (visor gratuito de PDF), Adobe Reader (igualmente es un visor famoso y gratuito de PDF), Comicrack, comical.
Para Linux: Qcomicbook, Comix.
Para Mac: Comical, Simple Comic, ComicBookLover, Ffview 0.9.6, Jomic.
Para PSP: PSPComic. Para cómics o libros en formato pdf se emplea el bookr.
Para Nintendo NDS: El único formato que admite es cbds: Comic Book Ds. Como en otros dispositivos de pantalla táctil, puedes ocultar los iconos, que aparecen si tocas la pantalla táctil. Además de emplear una pantalla para el cómic y otra de lupa para leer los textos.

## Formatos de los archivos de e-comic
Además de los otros formatos conocidos para PC, que se visualizan mediante su programa respectivo y están diseñados sobre todo para imprimir documentos, los formatos más comúnmente usados para visualizar cómics son el .cbr y .cbz (Comic Book rar y Comic Book zip). Estos formatos son sencillamente los archivos de imagen comprimidos en formato rar o formato zip, que después de comprimidos se cambia la extensión del nombre y se abre con un programa especial, denominado "visor de cbr" capaz de visualizar estos archivos así comprimidos.
Como ejemplo, "Superman.cbr" sería comprimir todas las fotografías o escaneados digitales de las páginas del cómic en rar, y una vez tuviésemos el archivo comprimido "Superman.rar", cambiar su nombre a "Superman.cbr". Para visualizar estos archivos con un lector de cbr, no deben descomprimirse usando programas como "winrar" o "winzip", pues lógicamente volveríamos a tener solamente un conjunto de fotografías.

## Creación de e-comic
El procedimiento más común para crearlos es mediante la utilización de un escáner, aunque también se está empezando a utilizar la cámara digital para este propósito. 
Para crear un archivo de cómic se escanean una a una las páginas del cómic. Se renombran de forma ordenada, por ejemplo: 00.jpg, 01.jpg,... Se comprimen con alguna de las aplicaciones de compresión que hay, por ejemplo: micomic.zip. y finalmente al archivo resultante se le cambia la extensión a la correspondiente, por ejemplo: micomic.zip → micomic.cbz.
Al escanearlo se debe de poner las imágenes escaneadas en una carpeta, en forma ordenada, luego agregar la carpeta a un archivo .rar, .zip u otro formato de compresión. Luego se cambia el formato de .rar al formato de e-cómic, dependiendo del dispositivo en el cual quieres visualizarlo, como el .cbr o .cbz que es para PC, u otro formato según el dispositivo en el cual se visualizará. En caso de que lo quieras visualizar en un Iphone, puedes ponerle el formato .cbr o .cbz ya que existen emuladores para dicho móvil para visualizar el formato.